# Dálnice M7 (Maďarsko)

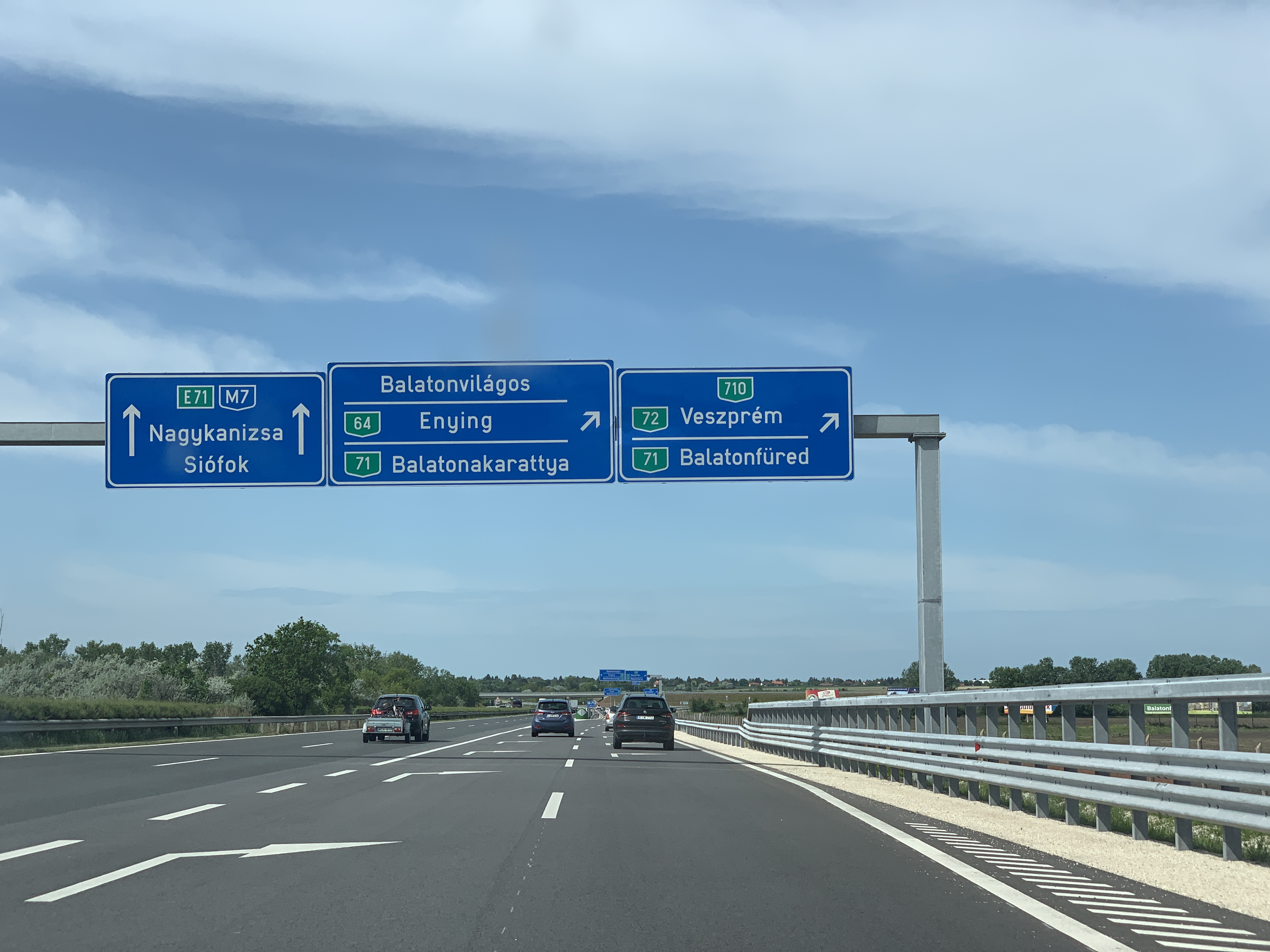
Dálnice u obce Balatonfőkajár.

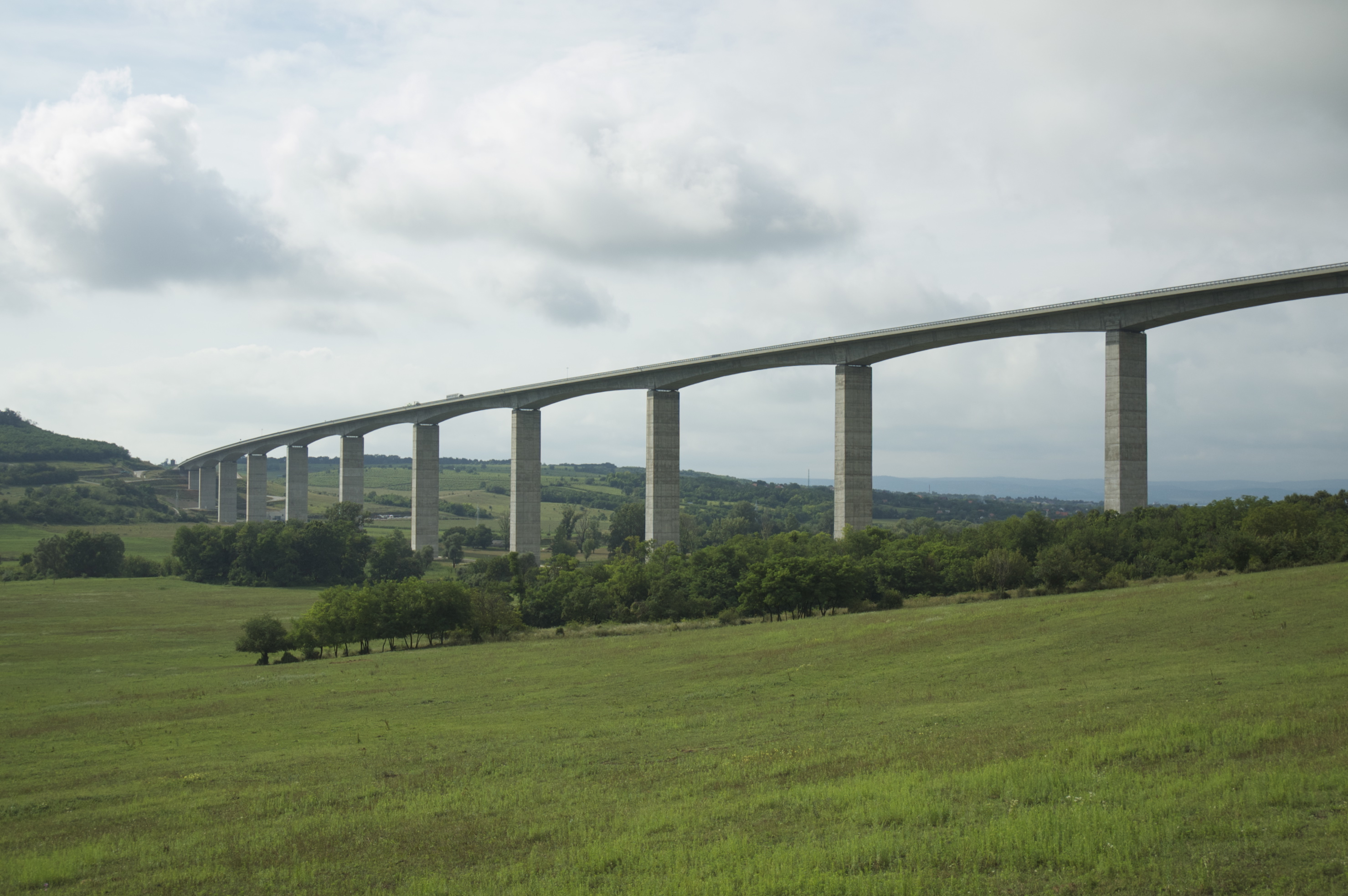
Dálniční viadukt u Kőröshegyi.

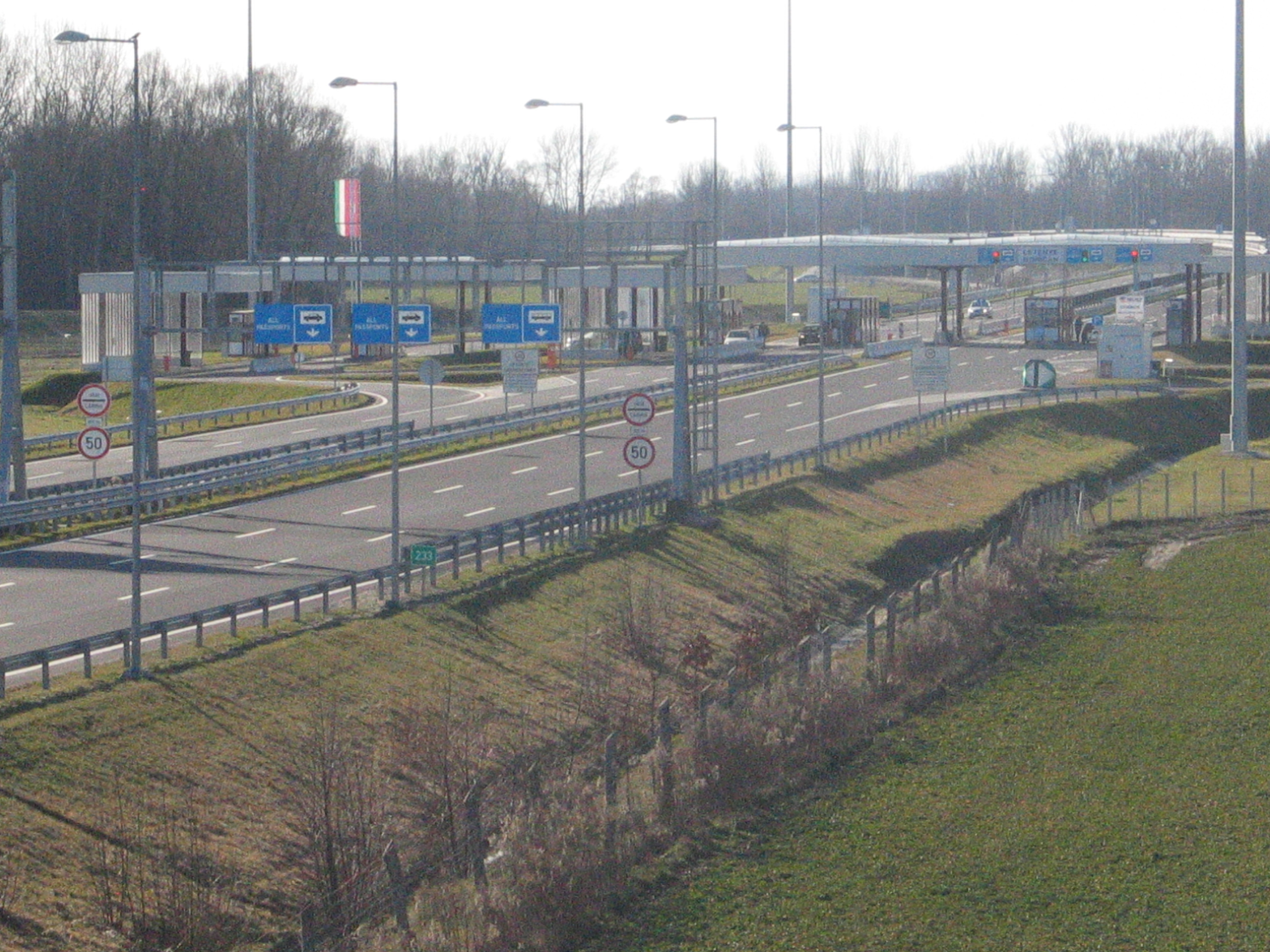
Hraniční přechod u obce Letenye.

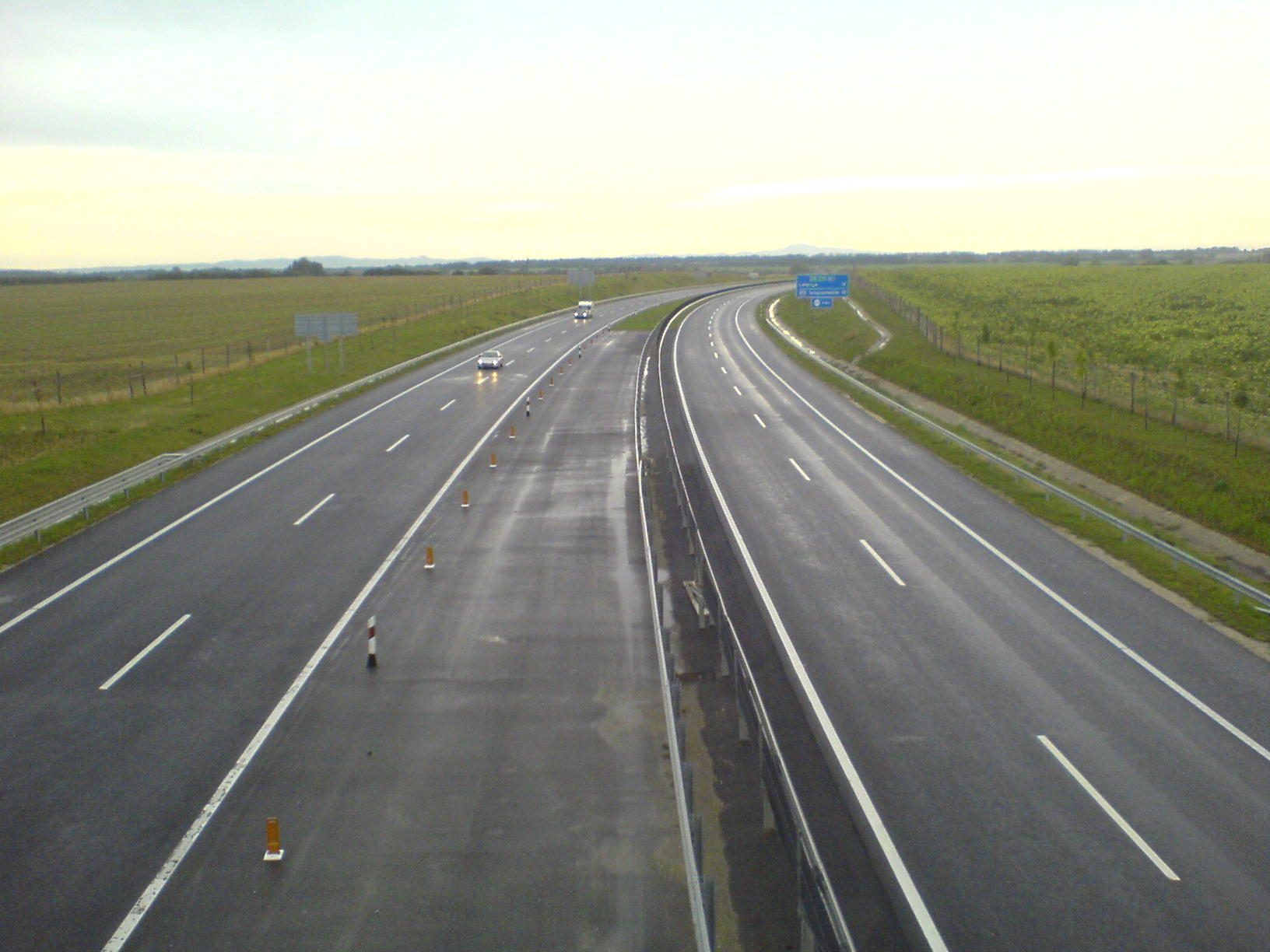
Dálnice u obce Eszteregnye.

Dálnice M7 (maďarsky M7-es autópálya) je dálnice, která v Maďarsku spojuje Budapešť s hraničním přechodem Letenye na jihozápadě země, kde se napojuje na chorvatskou dálnici A4 vedoucí do Záhřebu. Je hlavní spojnicí metropole s jezerem Balaton a s Jaderským mořem. Prochází přes území žup: Pešť, Fejér, Veszprém, Somogy a Zala.
Vzhledem k frekventovanému provozu má ve směru z Budapešti dva a ve směru do Budapešti tři jízdní pruhy. Tento stav platí v úseku od Székesfehérváru až po Budapešť.
Dálnice je součástí panevropského koridoru Va a Vb.

## Trasa dálnice
Dálnice začíná na okraji Budapešti u měst Budaörs a Törökbálint. Uvedený velmi frekventovaný úsek je relativně krátký, nicméně kvůli velkému provozu má podobu 3+4 jízdní pruhy. Nedaleko zastávky Törökbalint se obě dálnice rozdělují. Následně se dálnice M7 mimoúrovňovně kříží s městským okruhem (Dálnice M0). Poté pokračuje jihozápadním směrem. Na své trase obsluhuje rekreační oblast u jezera Velence, které obchází ze severní strany. Poté směřuje k městu Székesfehérvár (tvoří částečně i jihovýchodní okraj města). Poté směřuje k východnímu okraji jezera Balatonu. Blíží se k samotnému břehu jezera, u některých míst nicméně vzdáleněji odstupje od něj, např. u Zamárdi. V Siófoku prochází téměř středem letoviska. Jihovýchodně od Balatonu je vedena téměř na hranici národního parku, který zahrnuje močály na okraji jezera. Poté dosahuje města Nagykanizsa, kde tvoří jeho severní okruh. U obce Letenye se od ní odpojuje dálnice M70 vedoucí do Lendava a Mariboru. Sama končí na hraničním přechodu s Chorvatskem umístěném v bezprostřední blízkosti řeky Drávy.

## Historie
Již v roce 1941 Maďarsko předpokládalo v plánu výstavby dálniční sítě vznik komunikace, která by spojila Maďarsko s Balatonem a tehdejším nezávislým státem Chorvatsko (NDH). Komunikace nicméně měla vést dále od břehu Blatenského jezera.
Dálnice je nejstarší v zemi. Byla první o jejíž výstavbě rozhodla maďarská vláda v roce 1961. Hlavním důvodem pro výstavbu dálnice byla znační dopravní vytíženost původní silnice, která spojuje maďarskou metropoli s oblíbeným jezerem Balatonem a která se v době rapidní motorizace Maďarska začala neúměrně zvyšovat. Dalším důvodem byla obliba Balatonu u tehdejšího politického vedení a špatná dopravní dostupnost z Budapešti. Budována byla ve směru od Budapešti již od roku 1964. Pro dělníky nicméně bylo k dispozici jen velmi málo mechanizace a tak spousta stavebních prací probíhala ručně. Rovněž byl nedsotatek stavebního materiálu a rozšiřovaly se zvěsti o jeho krádeži pro stavbu rodinných domů dělníků nebo jinak zapojených lidí do stavby dálnice. O dva roky později byl otevřen první úsek o délce 7,4 km. Dálnice začínala na okraji Budapešti u lokality Törökbálint. Vedl ve volné krajině, současná zástavba vznikla až později. V roce 1971 potom byla zahájena výstavba dalšího úseku, a to mezi městy Martonvásár a Zamárdi. V roce 1975 byl dokončen souvislý úsek až k severnímu okraji jezera. 
Díky stavbě dálnice došlo k boomu turistiky na břehu Balatonu, kterou tehdešjí vláda podpořila výstavbou nových ubytovacích kapacit.
Maďarská vláda roku 1971 rozhodla o národní páteřní dálniční síti, kterou měly tvořit dálnice M1, M3, M5 a poslední uvedenou byla M7. Do poloviny 80. let mělo vzniknout na 500 kilometrů dálnic, nicméně hospodářská situace země tak velkolepému cíli neodpovídala.
Všechny tehdy budované úseky proto vznikly pouze v polovičním a ne celém profilu; druhý profil byl dobudováván později a na všech částech dokončen do roku 1980. Do té doby byla dálnice v provozu o nedělích, kdy byl nejhustší provoz, pouze v jediném směru (do Budapešti).
Původní úseky byly budovány z betonových bloků neboť nebyl k dispozici kvalitní asfalt pro stavbu takového charakeru. Jízda nebyla komfortní, vozidla s sebou při vysoké rychlosti třásla. Spáry mezi jednotlivými betonovými bloky byly dilatační kvůli změnám teploty. Vlivem chybné údržby se nicméně postupem času poškozovaly, za deště vymílaly. Tehdejší východoevropské automobily se na dálnici poškozovaly. Příběh o turistovi, kterému se na dálnici rozbil ledvionový kámen vznikl nejspíše na této dálnici. Při pozdějších úpravách byly nakonec betonové panely nahrazeny moderním asfaltem.
Původní označení evropské silnice bylo E96 a později byla přečíslována na E71.
Poté nebylo pokračování dálnice prioritou a maďarská vláda se soustředila hlavně na projekt realizace dálnic M1 a M3, které umožnily napojit Budapešť na některá větší města v zemi (Miskolc, Győr). S druhou společnou má dálnice M7 společných několik prvních kilometrů u Budapešti jižně od města Budaörs. Později byl východní konec dálnice u Budapešti napojen na městský okruh (Dálnice M0).
Obnova výstavby dálnice se dostala na pořad dne až na přelomu tisíciletí, po 26 letech po otevření posledního úseku. V souvislosti s tím se rozjely předběžné archeologické průzkumy, které mohly počítat v oblasti Balatonu s jistými nálezy. Dohledány byly např. lidské kostry nebo keramika. V roce 2001 až 2002 byl dokončován úsek mezi obcí Balatonaliga a Zamárdi. Práce na dalších úsecích pokračovaly různými způsoby (dálnice nebyla budována celá najednou). V roce 2004 byla dokončena část mezi obcí Becshely a chorvatskou hranicí u obce Letenye. V červnu 2005 byl potom dán do užívání cca 20 km dlouhý úsek mezi obcemi Balatonszárszó a Ordacsehi, který se rodil v náročném terénu a kde musely být postaveny čtyři mosty nebo viadukty. Dne 27. března 2006 následoval i úsek Ordacsehi až Balatonkeresztúr. Jednalo se o nesnadný úsek, neboť překonával několik silnic, železničních tratí ale hlavně vedl v náročném a podmáčeném terénu.
Předposlední chybějící část dálnice byla dána do provozu dne 8. srpna 2007, at o ze Zamárdi do Balatonszárszó. Ten vznikl na břehu jezera Balatonu. Silnice č. 7, která v té době již byla značně přetížená, tak byla odvedena na novou dálnici. O několik dní později se začal yvužívat i 11,3 km dlouhý úsek z Nagykanizsi do Sormáse, který tvoří obchvat uvedeného župího města. V roce 2008 potom byly dány do provozu úseky Balatonkeresztúr až Zalakomár a dne 22. října 2008 potom i hraniční most (oficiálně Most Zrinských maďarsky Zrínyi híd) s novým hraničním přechodem u obce Letenye. Tím byla dálnice dokončena. 
Od poloviny roku 2008 byla také dálnice v úseku od Székesfehérváru do Budapešti rozšířena na tři pruhy (ve směru z Budapešti jsou nicméně stále dva). Důvodem byla přestavba původní staré vozovky, kvůli které bylo nezbytné novější část dálnice rozšiříit. Na úseku bylo také zakázáno předjíždění vozidel o hmotnosti nad 3,5 tuny, platné je však jen v některých částech, a to u Budapešti a na obchvatové části u Székesfehérváru.
Vzhledem ke svému stáří byla dálnice v 20. letech 21. století předmětem rekonstrukce.
V roce 2024 pozbyl hraniční přechod svého významu vzhledem ke vstupu Chorvastka do Schengenského systému.
Výhledově mají vzniknout další mimoúrovňové křižovatky na této dálnici po dokončení dálnice M8 a M9. První uvedená by měla vzniknout v blízkosti Székesefehérváru nebo břehu Blatenského jezera, přesněji u okruhu Balaton Park Circuit a druhá uvedená potom u města Nagykanizsa.

## Provoz
Na jednotlivých úsecích dálnice byl v roce 2022 provoz v následující podobě:
| úsek                                   | vozidel denně |
| -------------------------------------- | ------------- |
| Budapest (křížení s M1 – křížení s M0) | 127 723       |
| Érd                                    | 71 766        |
| Székesfehérvár střed                   | 50 902        |
| Siófok střed                           | 33 718        |
| Balatonboglár                          | 25 965        |
| Nagykanizsa                            | 15 831        |
| Letenye                                | 2 499         |

Počet motorových vozidel, která dálnici využívají, neustále roste, jak dokazuje i porovnání s čísly z prvních dvou dekád 21. století, kdy byl provoz v následujících objemech:
| úsek                                            | vozidel denně |
| ----------------------------------------------- | ------------- |
| Budapest (křížení s M1 – křížení s M0)          | 65 822        |
| Martonvásár (Martonvásár – Kápolnásnyék)        | 62 969        |
| Székesfehérvár (Pákozd – Székesfehérvár-dél)    | 47 116        |
| Siófok (Siófok-kelet – Siófok-Centrum)          | 30 794        |
| Balatonkeresztúr (Ordacsehi – Balatonkeresztúr) | 25 948        |
| Nagykanizsa (Nagykanizsa-východ – Sormás)       | 16 510        |
| Letenye (křížení s M70 – státní hranice)        | 2 913         |

Budapešťský konec dálnice patří k nejfrekventovanějším úsekům maďarské dálniční sítě vůbec a překonává jej jen most přes Dunaj budapešťského dálničního okruhu.

## Mosty a tunely
Mezi mosty patří např. 1872 m dlouhá estakáda s názvem Kőröshegyi völgyhíd. Na něm je radarem monitorovaná maximální rychlost 110 km/h. V nejvyšším místě je most 88 m nad terénem.
Dálnice je vedena v rovinaté krajině a nenachází se na ní žádné tunely.

## Správa
Dálnice je spravována maďarskou státní společností MKIF Magyar Koncessziós Infrastruktúra Fejlesztő Zrt. Podél trati se nachází jednotlivé kanceláře správce dálnice:
- Martonvásár, na 30. km dálnice
- Balatonvilágos, na 90. km dálnice
- Fonyód, na 150 km. dálnice
- Eszteregnye, na 219. km dálnice

## Zajímavosti
Mezi lety 1951 až 1992 byl začátek dálnice znám Budapešťanům především díky soše Iliji Ostapenka, která byla přemístěna později do tzv. Memento Parku. Od té doby je místo označováno pomaďarštěným toponymem Ostyapenko. V roce 2016 byla lokalita kompletně přebudována výstavbou nové mimoúrovňové křižovatky.